# XII Mistrzostwa Świata w Lataniu Rajdowym
XII Mistrzostwa Świata w Lataniu Rajdowym – zawody lotnicze, organizowane w dniach 24 czerwca–1 lipca 2001 w Kordowie w Hiszpanii, w ramach II Światowych Igrzysk Lotniczych (World Air Games) Międzynarodowej Federacji Lotniczej (FAI). Pierwsze i drugie miejsce indywidualnie oraz pierwsze zespołowo zajęli w nich zawodnicy polscy.
Mistrzostwa zaliczane były równocześnie do konkurencji II Światowych Igrzysk Lotniczych, a zwycięzcy uzyskiwali tytuły Mistrza Świata w lataniu rajdowym i Mistrza Światowych Igrzysk Lotniczych (WAG Champion).

## Uczestnicy
W zawodach brało udział 60 załóg z Polski (5), RPA (5), Austrii (5), Hiszpanii (5), Francji (4), Rosji (4), Czech (3), Niemiec (3), Wielkiej Brytanii (3), Cypru (3), Włoch (2), Słowenii (2), Słowacji (2), Chile (2), Szwajcarii (2), Turcji (2), Portugalii (2), Grecji (2), Szwecji (1), Litwy (1), Holandii (1), Brazylii (1).
W skład polskiej ekipy wchodziło 5 załóg (pilot / nawigator):
- Janusz Darocha / Zbigniew Chrząszcz
- Wacław Wieczorek/Krzysztof Wieczorek
- Marek Kachaniak / Dariusz Zawłocki
- Ryszard Michalski / Andrzej Figiel
- Jerzy Markiewicz / Wojciech Guca

## Wyniki

### Indywidualnie
| #   | Pilot / nawigator                      | Państwo | Samolot | Punkty karne ogółem |
| 1.  | Janusz Darocha / Zbigniew Chrząszcz    | Polska  | ?       | 218                 |
| 2.  | Wacław Wieczorek/Krzysztof Wieczorek   | Polska  | ?       | 263                 |
| 3.  | Joël Tremblet / Jose Bertanier         | Francja | ?       | 368                 |
| 4.  | Nigel Hopkins / Dale de Klerk          | RPA     | ?       | 455                 |
| 5.  | Marek Kachaniak / Dariusz Zawłocki     | Polska  | ?       | 554                 |
| 6.  | František Cihlář / Miloš Fiala         | Czechy  | ?       | 555                 |
| 7.  | Nathalie Strube / Patrick Sicard       | Francja | ?       | 580                 |
| 8.  | Hubert Huber / Johannes Cserveny       | Austria | ?       | 832                 |
| 9.  | Ryszard Michalski / Andrzej Figiel     | Polska  | ?       | 1051                |
| 10. | Paul Szameitat / Siegfried Schreibmayr | Austria | ?       | 1104                |

Dalsze miejsca polskich zawodników:
50. Jerzy Markiewicz / Wojciech Guca - 4862 pkt

### Zespołowo
1. Polska - 581
2. Francja - 1098
3. Czechy - 1946
4. Południowa Afryka - 2003
5. Austria - 2116
6. Hiszpania - 3046
7. Wielka Brytania - 4307
8. Słowenia - 4671
9. Rosja - 4694
10. Włochy - 4754
11. Niemcy - 4831
12. Słowacja - 5147
13. Szwajcaria - 6543
14. Chile - 8138
15. Grecja - 9810
16. Cypr - 10934
17. Turcja - 11357
18. Portugalia - 15657